# Spoorlijn Genève - Annemasse
De spoorlijn Genève - Annemasse, ook wel Cornavin–Eaux-Vives–Annemasse (CEVA) genoemd, is een spoorlijn van de Zwitserse stad Genève tot de Franse stad Annemasse, grotendeels aan de zuidoever van het Meer van Genève. De lijn werd volledig in gebruik genomen in 2019, tezamen met de Léman Express-dienstregeling, na een gedeeltelijke opening in 1888.

## Geschiedenis
Met de aanleg van het CEVA-project in 2019 is de kloof tussen het Zwitserse en het Franse spoorwegnet gesloten. Dit idee ontstond al rond 1880.
In 1885 begon de aanleg van een enkelspoor tussen Genève-Eaux-Vives in Zwitserland en Annemasse in Frankrijk na een lokaal referendum in Genève het jaar daarvoor. De lijn werd in 1888 geopend door de Compagnie du Genève - Annemasse. Om sneller en minder duur te kunnen bouwen werd het stationsgebouw van Eaux-Vives met een houten structuur opgericht, een tijdelijke oplossing dat eindelijk tot 2011 werd gebruikt.
In 1912 werd voor een spoorlijn tussen Genève-Cornavin en Annemasse via Eaux-Vives een contract tussen het kanton Genève en de Zwitserse Spoorwegen (SBB-CFF-FFS) officieel getekend, na een overeenkomst met de Franse regering in 1910. Deze spoorlijn werd pas in 2019 volledig (tussen Cornavin en Eaux-Vives) geopend, meer dan een eeuw na de overeenkomst.
In verband met de bouw van een tunnel werd op 17 juli 2013 het stationsgebouw van Chêne-Bourg over een afstand van 40 meter verplaatst in plaats van te worden gesloopt. Op 24 juni 2016 was bij het station Champel-Hôpital de doorbraak in de CEVA Tunnel de Champel.

## Aansluitingen
In de volgende plaatsen was of is er een aansluiting van de volgende spoorwegmaatschappijen:

### Genève
- Olten - Luchthaven Genève, spoorlijn tussen Olten en Luchthaven Genève
- Lyon - Genève-Cornavin, spoorlijn tussen Spoorlijn Lyon en Genève-Cornavin

### Annemasse
- Léaz - Saint-Gingolph, spoorlijn tussen Spoorlijn Léaz en Saint-Gingolph
- Aix-les-Bains - Annemasse, spoorlijn tussen Spoorlijn Aix-les-Bains en Annemasse

## Elektrische tractie
Het traject tussen Genève-Cornavin en Praille werd  geëlektrificeerd met een spanning van 15.000 volt 16 2/3 Hz wisselstroom. Het traject tussen Genève-Eaux-Vives en Annemasse werd  geëlektrificeerd met een spanning van 25.000 volt 50 Hz wisselstroom. Het traject tussen Praille en Annemasse wordt geëlektrificeerd met een spanning van 15.000 volt 16 2/3 Hz wisselstroom.

## Galerij

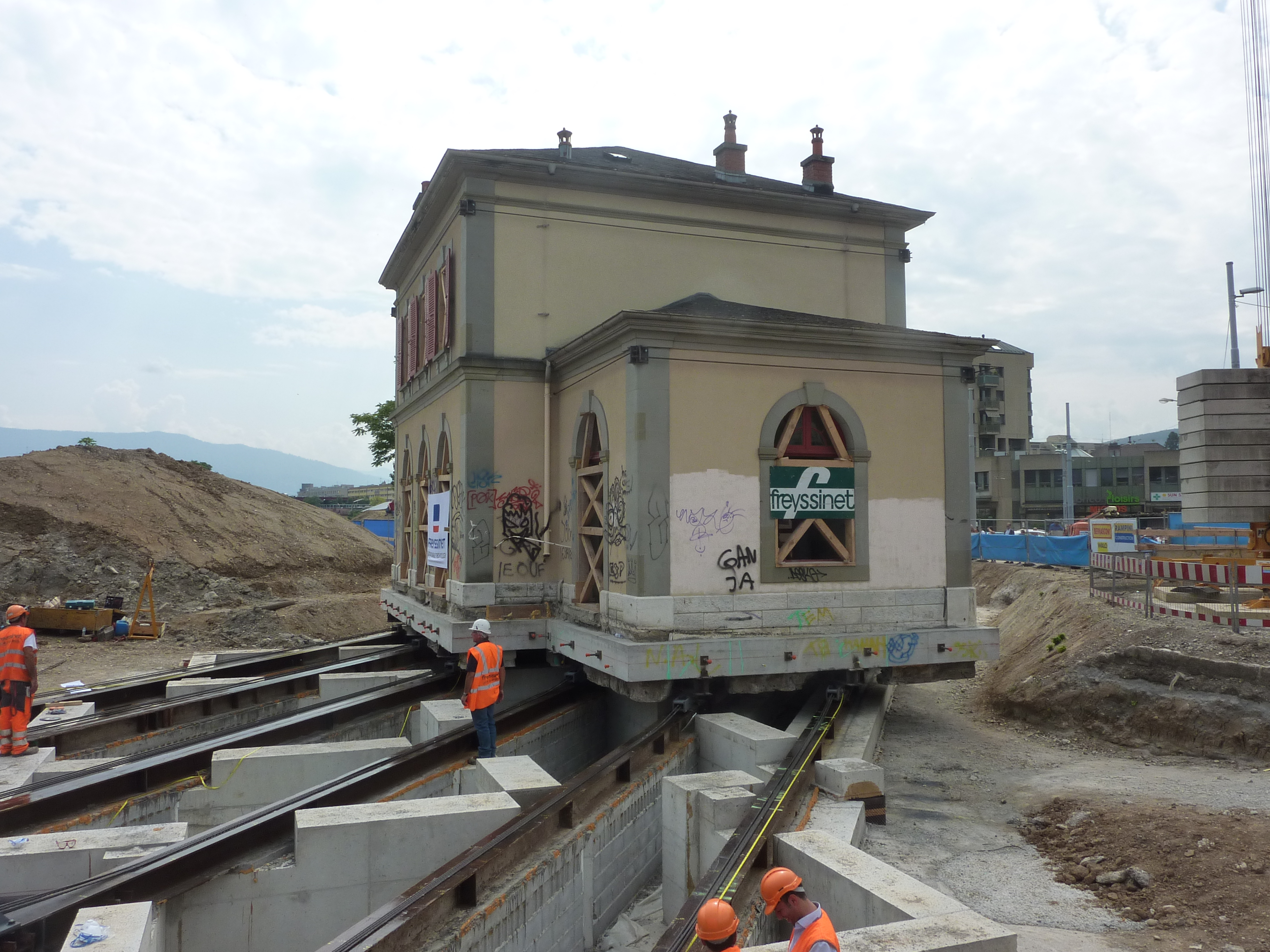
Verplaatsing (2013) van het oude stationsgebouw Chêne-Bourg
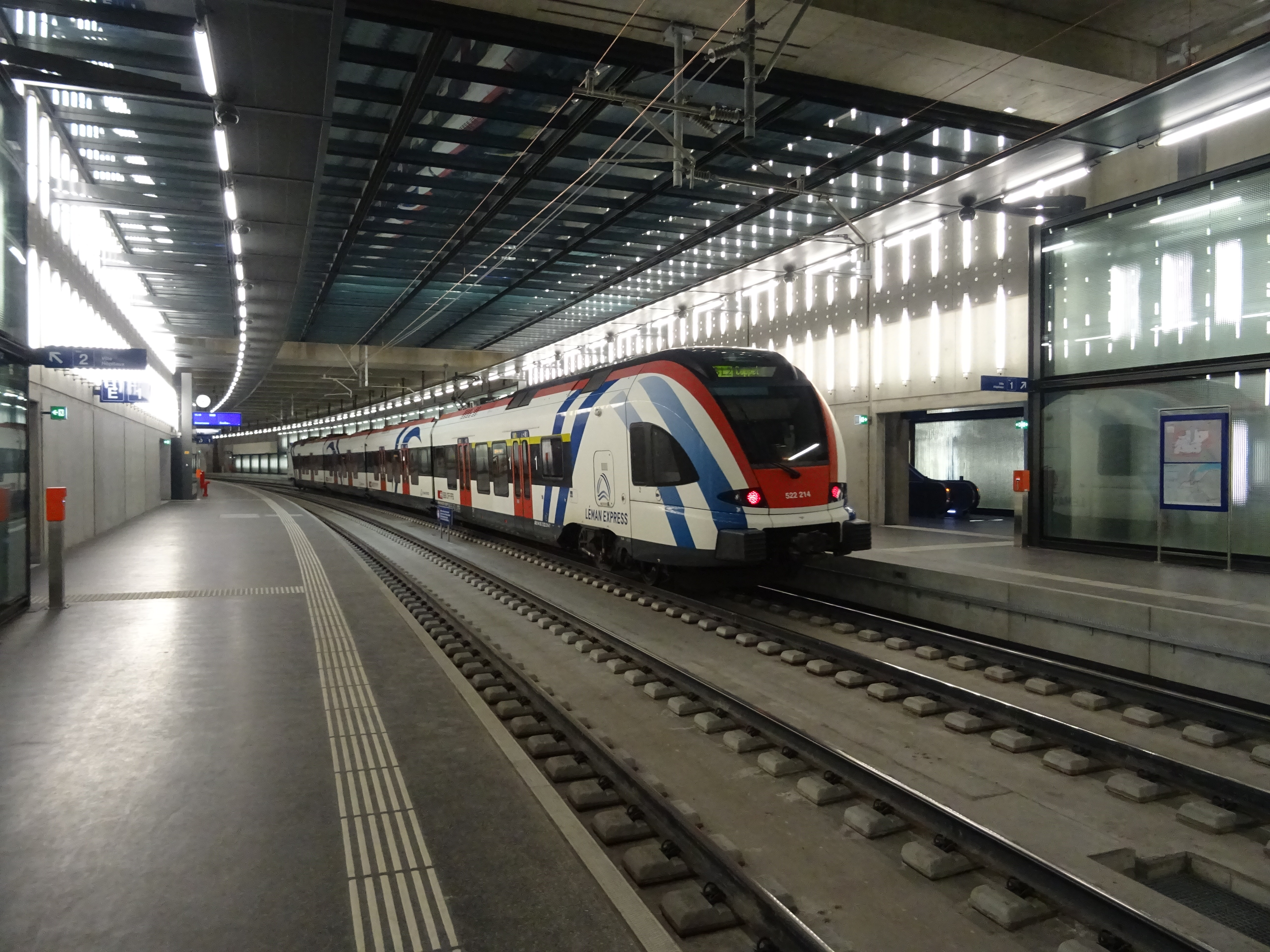
Léman Express-trein op station Genève-Champel
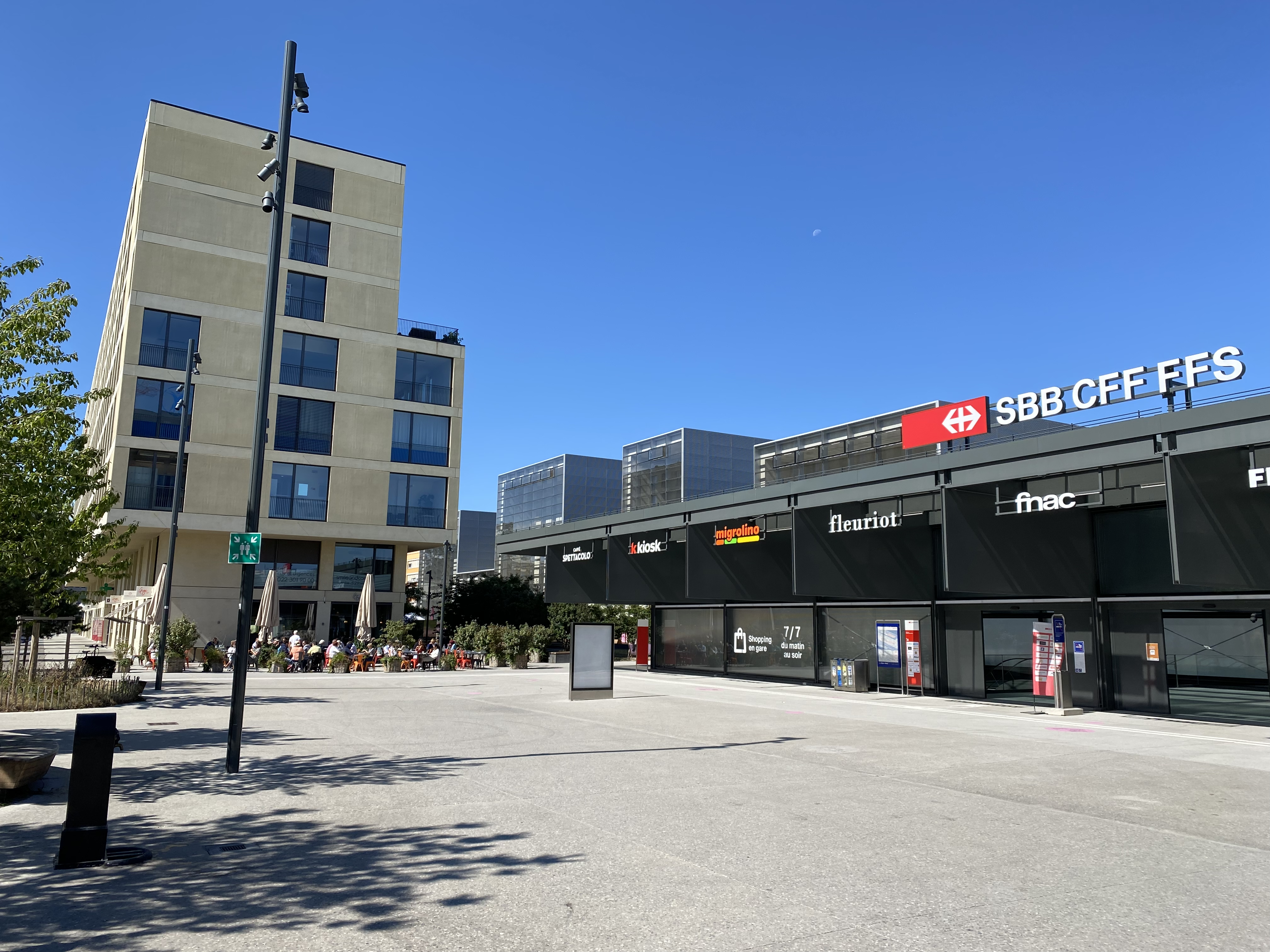
Genève-Eaux-Vives
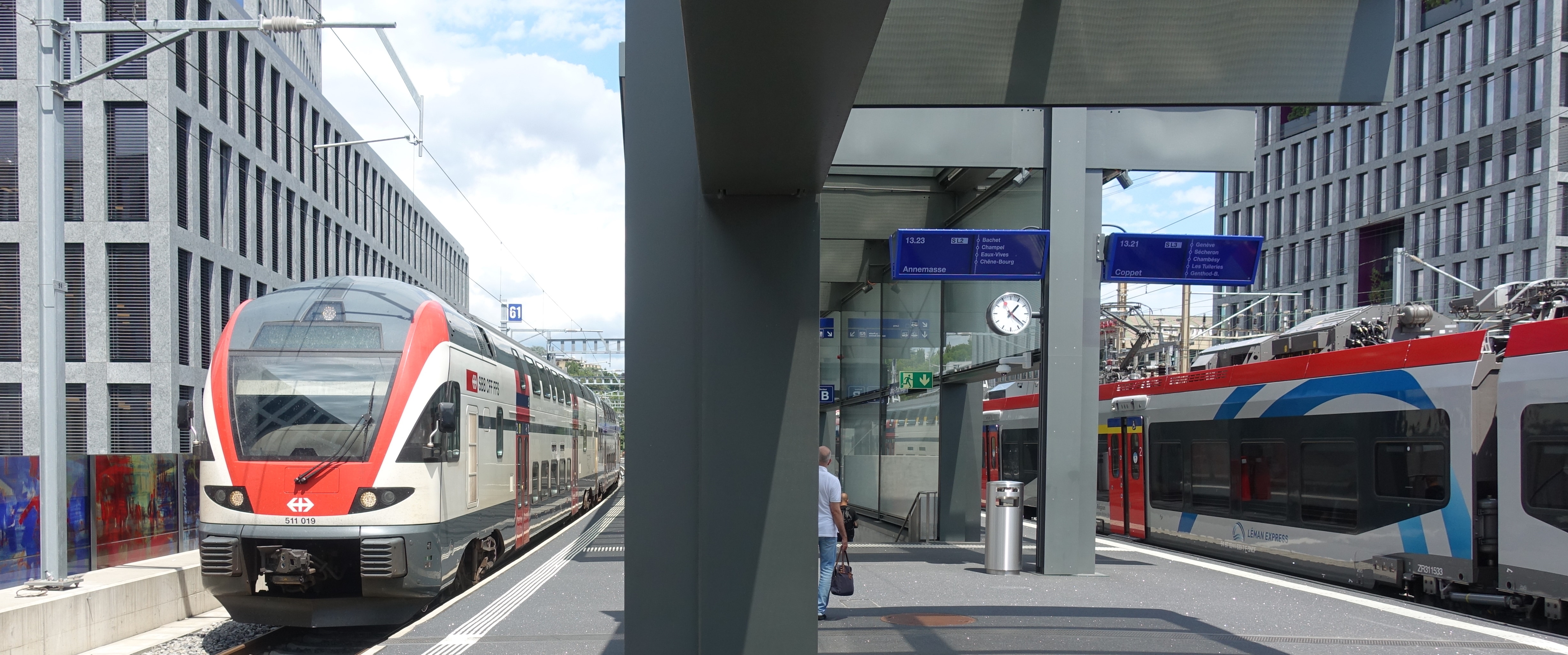
Perrons van station Lancy-Pont-Rouge